# 藤久良町
藤久良町（ふじくらちょう）は、群馬県太田市にある地名（町丁）。郵便番号は373-0035。

## 概要
宝泉地区にある町丁。

## 地理

### 近隣町丁
- 由良町
- 藤阿久町

## 世帯数と人口
2022年（令和4年）3月31日現在の世帯数と人口は以下の通りである。
| 町丁     | 世帯数  | 人口   |
| -------- | ------- | ------ |
| 藤久良町 | 782世帯 | 1646人 |

## 交通

### 鉄道
町内に鉄道は通っていない。

### 道路
- 群馬県道312号太田境東線

## 施設
- 太田市立宝泉東小学校